# Danaë (Klimt)
Danaë ist ein Ölgemälde von Gustav Klimt aus dem Jahre 1907. Es ist ein Vertreter des Symbolismus, hat eine Größe von 77 × 83 cm und befindet sich im Besitz der Familie von Hans Dichand.

## Einordnung
Danaë war ein beliebtes Thema für viele Künstler der frühen 1900er-Jahre. Sie war ein Symbol für die Göttliche Liebe und die Transzendenz. Viele frühe Darstellungen der Danaë waren erotisch. Ebenso die Gemälde Medizin (1900–1907) und Wasserschlangen (1904–1907), welche von Klimt stammen und ein anderes Thema behandelten. Das Bild gehört zu Klimts goldener Periode.

## Legende
Der Legende nach wurde Danaë von ihrem Vater, dem König von Argos, in einen Turm aus Bronze gefangen gehalten. Für Göttervater Zeus war dies kein Hindernis und er näherte sich ihr in Form eines Goldregens. In der Folge gebar Danaë später ihren Sohn Perseus.

## Beschreibung
Die nackte Danaë ist umrahmt von einem Schleier aus königlichem Purpur, welcher mit goldenen Kugeln bestickt ist, was auf ihre königliche Herkunft verweist. Sie nimmt eine fötale Position ein. Der dunkle Schleier bildet einen Kontrast zum Goldregen und der hellen Haut. Die Bildfläche dominiert ein Oberschenkel. Der Goldregen geht gerade zwischen ihre Schenkel nieder. Das Bild scheint den Zeitpunkt der Zeugung darzustellen. Danaë wirkt unschuldig und gleichzeitig lustvoll. Ihr ruhiges Gesicht ist ein Kontrast zur Sinnlichkeit ihrer Schenkel und ihrer Brust. Ihre Finger scheinen mit ihrer Brust zu spielen. Ihr Mund ist sinnlich geöffnet und weckt Erinnerungen an einen Orgasmus. Nahe dem Schritt ist ein schwarzes Viereck zu sehen, was einen Penis symbolisieren kann.

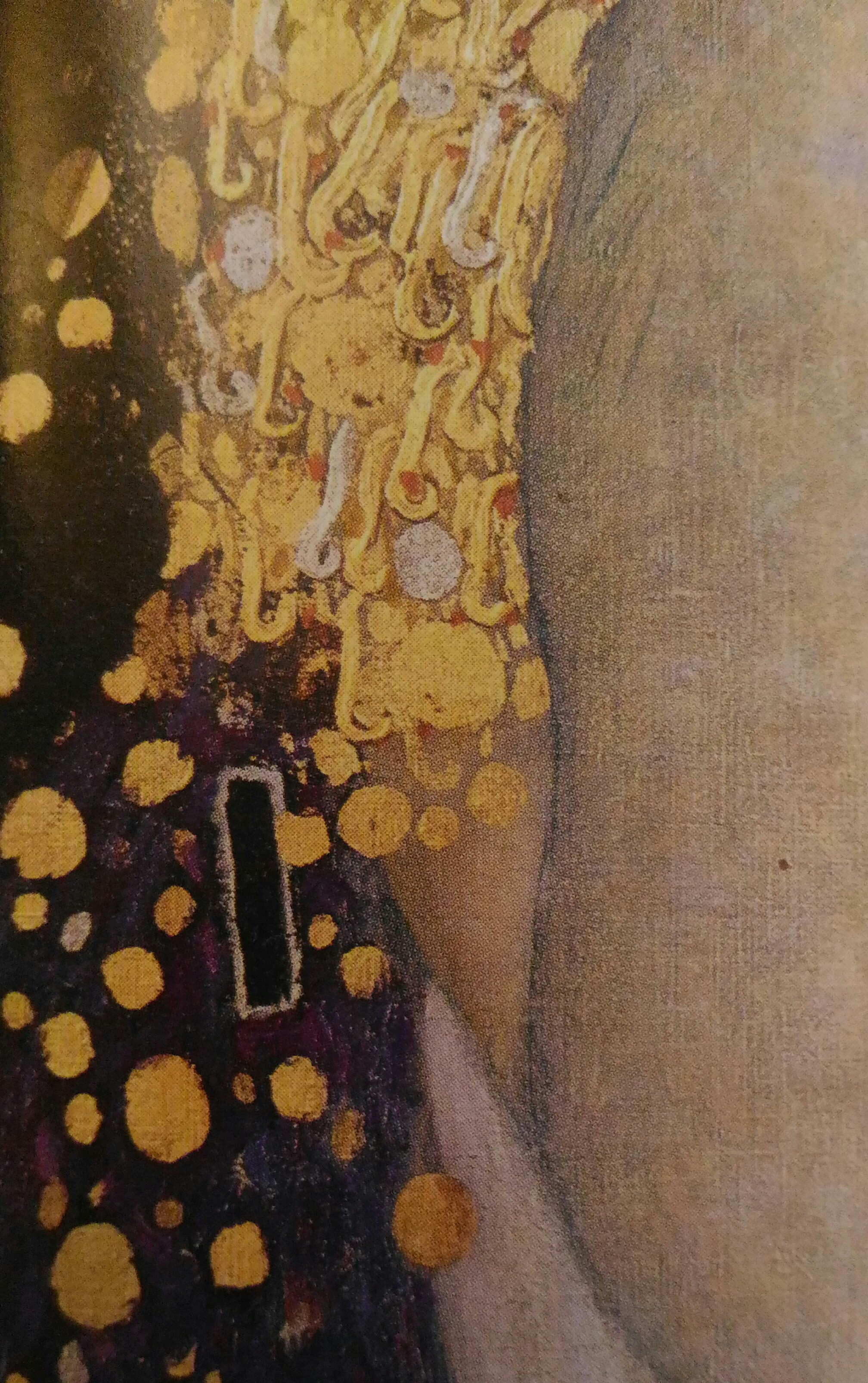
Detailansicht
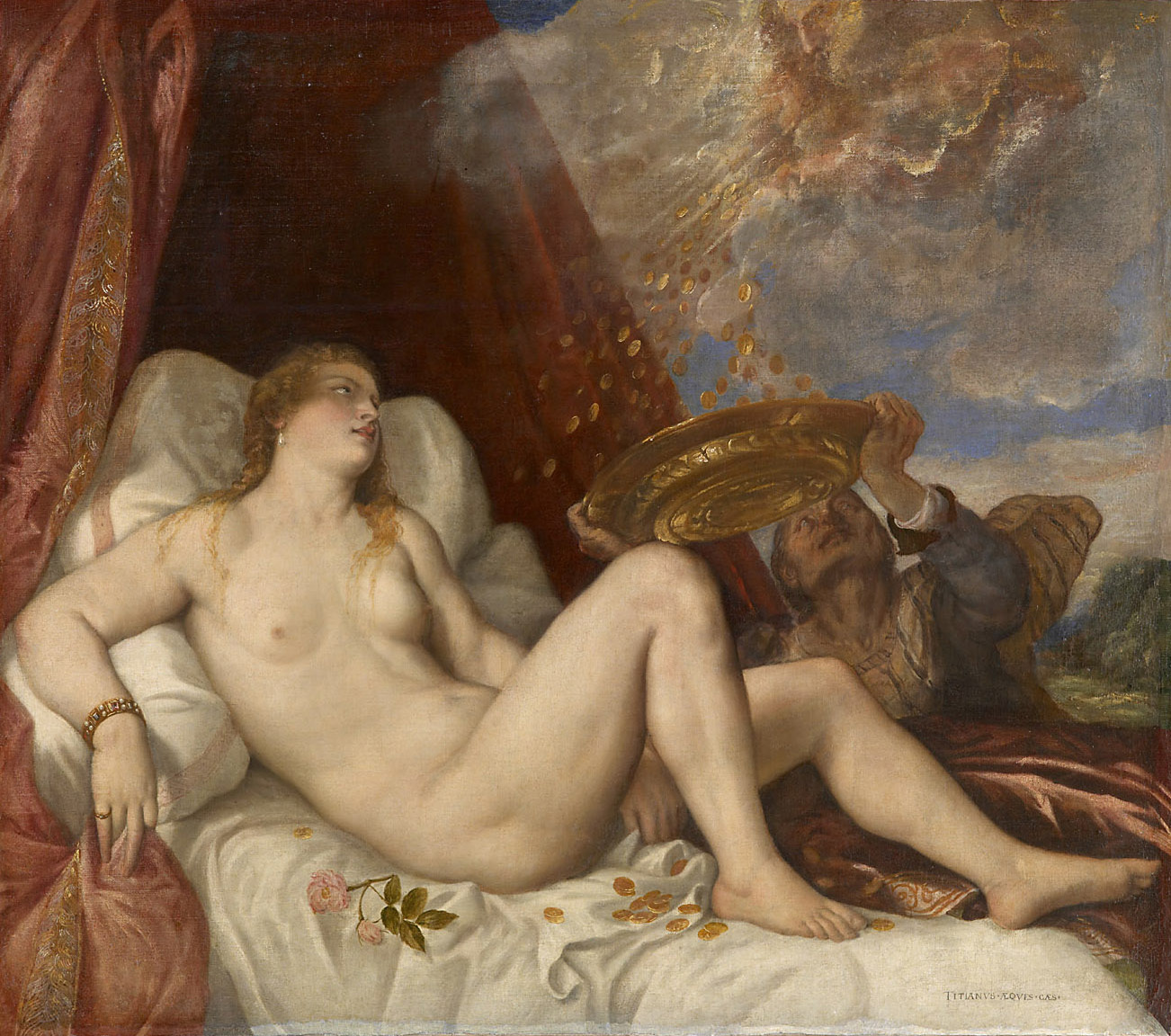
Titian, 1564
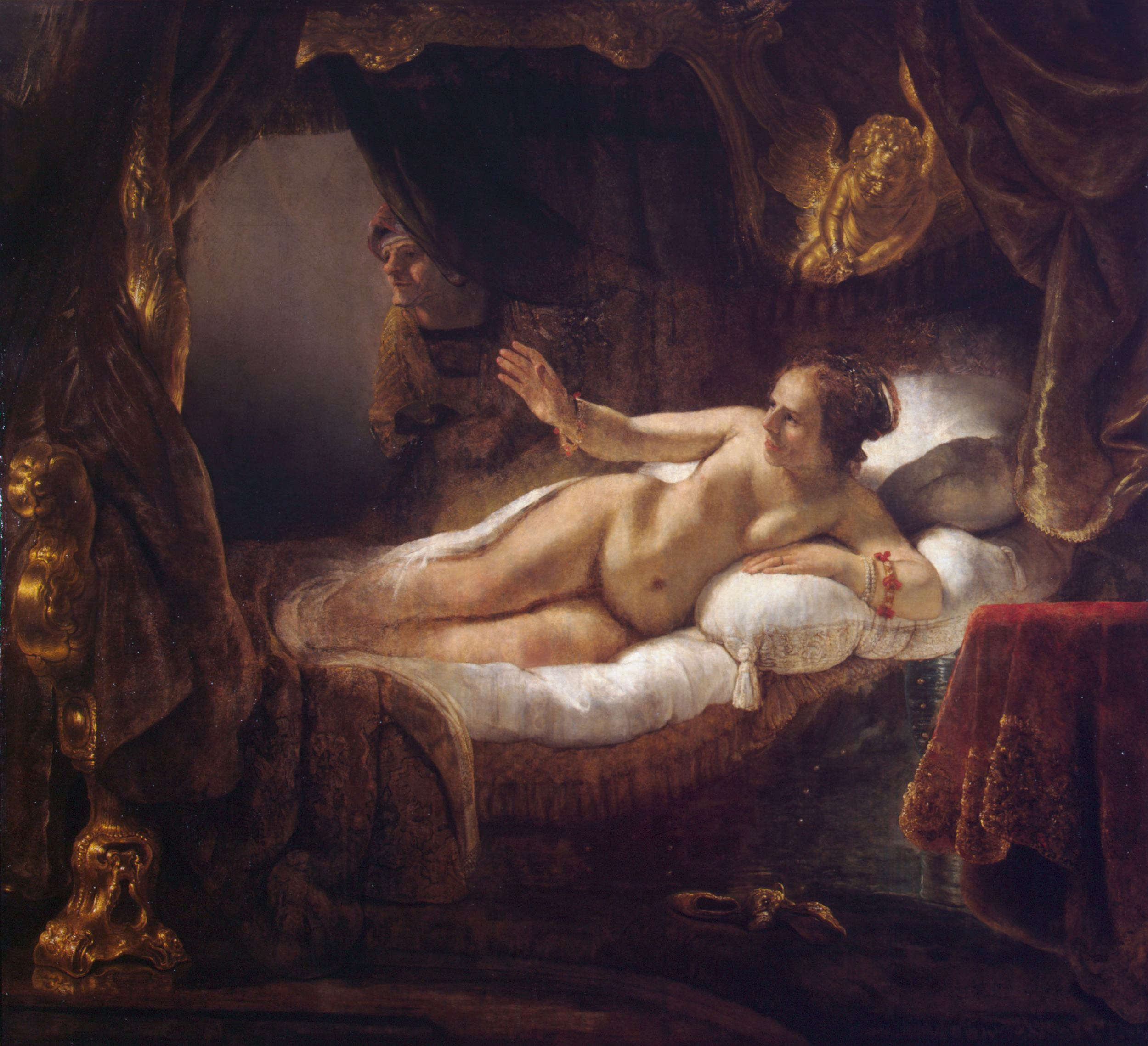
Rembrandt, 1636
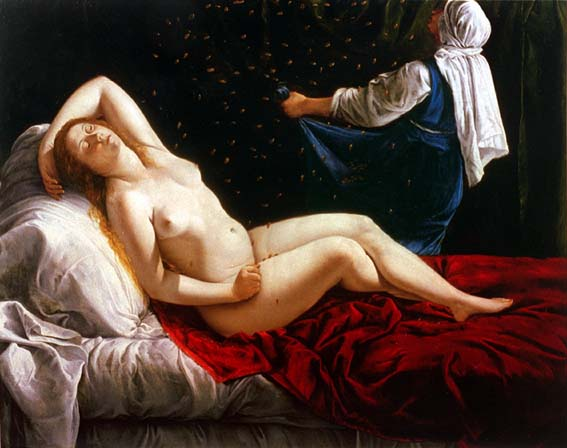
Gentileschi, 1612

## Provenienz
Im Gegensatz zu einer Reihe anderer Gemälde Klimts ist die Provenienz dieses Kunstwerks unbelastet. Die Danaë wurde erstmals im Jahre 1908 auf einer Kunstschau gezeigt und dort vom Wiener Bauunternehmer Eduard Ast zum Preis von 8000 Kronen erworben. Das Werk blieb bis ins Jahr 1948 im Besitz von dessen Familie. Es wurde zweimal für Klimt-Gedächtnisausstellungen in der Secession bereitgestellt – 1928 und 1943. In den frühen 1930er-Jahren dürfte Eduard Ast aufgrund wirtschaftlicher Probleme die Kunstsammlung auf seine Ehefrau Maria Ast übertragen haben. Maria Ast starb im Juni 1944, Eduard Ast im August 1945. Erbin war deren Tochter Gerda Ast, die das Kunstwerk beim Dorotheum belehnte. Im ersten Halbjahr 1948 wurde das Gemälde in einer Ausstellung der Akademie der bildenden Künste in Wien gezeigt, danach verkaufte es Gerda Ast. Nächster Besitzer war der Kunsthändler Hans Lion, der die Danaë im Jahre 1954 dem Wiener Belvedere zum Preis von 62.000 Schilling anbot. Der Kauf kam nicht zustande. Nächster Besitzer war Fritz Böck, Mitglied der Kaufhausdynastie Kastner & Öhler in Graz, der im Jahre 1966 verstarb. Wann das Gemälde in den Besitz von Hans Dichand kam, ist nicht geklärt. Zuletzt war das Kunstwerk im Jahre 2008 im Wiener Belvedere ausgestellt, also noch zu Lebzeiten Hans Dichands. Die Sonderausstellung trug den Titel „Gustav Klimt und die Kunstschau 1908“. Seither wurde das Kunstwerk weder an Museen, noch an Ausstellungshäuser verliehen. Im Klimt-Werkverzeichnis von Tobias Natter aus dem Jahr 2017 ist zwar eine Ausleihe an die Fondation Beyeler in Riehen im Jahre 2011 angeführt, doch ergaben Recherchen von Olga Kronsteiner, dass das Gemälde dort nicht gezeigt wurde.
Der gegenwärtiger Aufenthaltsort des Gemäldes (Privaträumlichkeiten der Familie Dichand in Österreich oder Zollfreilager im Ausland) ist ebenso ungeklärt, wie der definitive Besitzer (Michael, Johanna oder Christoph Dichand). Der Marktwert der Danaë wurde im ersten Halbjahr 2025 auf 50 bis 200 Millionen Euro geschätzt.